# Мануйлович, Иван Мануилович
Иван Мануилович Мануйлович (укр. Іван Мануілович Мануйлович; ? — ок. 1740) — генеральный есаул Войска Запорожского.

## Биография
Отец — Мануйло Михайлович Мануйлович, умер рано и был бунчуковым товарищем. Мать Ивана вышла замуж за Василия Федоровича Ялоцкого, который был глуховским сотником.
- 1711 — в период правления гетмана Ивана Самойловича был знатным войсковым товарищем
- в 1713—1714 гг. — генеральный есаул артиллерии
- в 1714—1728 гг. — глуховский сотник, получил уряд в наследство от отчима[2].
- после ареста гетмана Павла Полуботка, Мануйлович, вместе с И. Левенцом и Ф. Гречаным возглавлял в 1724—1727 гг Генеральную канцелярию.
- в 1728—1738 — генеральный есаул в уряде гетмана Данилы Апостола (вторым генеральным есаулом был Фёдор Лысенко).

## Семья
- Отец — Мануйло Михайлович Мануйлович
- Мать — Мария Михайловна Зеленская
- Сестра — Анастасия
- Дочери — Мария, ?.